# Camponotus zonatus
Camponotus zonatus é uma espécie de inseto do gênero Camponotus, pertencente à família Formicidae.